# Spellbound Entertainment
Spellbound Entertainment is een onafhankelijke videospellen ontwikkelaar gesitueerd in Kehl, Duitsland. Ze zijn vooral bekend voor het ontwikkelen van de spellen uit de Desperado- & Airline Tycoon series. In 2012 werd het bedrijf opgeheven. Het complete personeel begon vervolgens Black Forest Games.

## Ontwikkelde spellen
| Titel                              | Genre                   | Platform                      | Uitgebracht | Uitgever                 |
| ---------------------------------- | ----------------------- | ----------------------------- | ----------- | ------------------------ |
| Perry Rhodan: Operation Eastside   | Simulatie               | Windows                       | 1995        | Fantasy Productions      |
| Airline Tycoon                     | Simulatie               | Windows, OS X                 | 1998        | Infogrames               |
| Desperados: Wanted Dead or Alive   | Real-time tactics       | Windows, OS X                 | 2001        | Infogrames               |
| Airline Tycoon First Class         | Simulatie               | Windows, OS X                 | 2001        | Monte Cristo             |
| Airline Tycoon Evolution           | Simulatie               | Windows, OS X                 | 2002        | Monte Cristo             |
| Robin Hood: The Legend of Sherwood | Real-time tactics       | Windows, OS X, Linux, MorphOS | 2002        | Wanadoo Edition          |
| Airline Tycoon Deluxe              | Simulatie               | Windows, OS X                 | 2003        | Spellbound Entertainment |
| Smoking Colts                      | Point-and-click shooter | Windows, OS X                 | 2003        | Spellbound Entertainment |
| Chicago 1930                       | Role playing game       | Windows, OS X                 | 2003        | Wanadoo Edition          |
| Desperados 2: Cooper's Revenge     | Real-time tactics       | Windows, OS X                 | 2006        | Atari                    |
| Helldorado                         | Real-time tactics       | Windows, OS X                 | 2007        | DTP Entertainment        |
| Giana Sisters DS                   | Platform                | Windows, OS X                 | 2009        | DTP Entertainment        |
| ArcaniA: Gothic 4                  | Role playing game       | Windows, Xbox 360             | 2010        | JoWooD Entertainment     |
| Airline Tycoon 2                   | Simulatie               | Windows, OS X                 | 2011        | Kalypso Media            |
| ArcaniA: Fall of Setarrif          | Role playing game       | Windows                       | 2011        | Nordic Games             |